# Giải vô địch bóng đá châu Âu 1980
Giải vô địch bóng đá châu Âu 1980 (UEFA Euro 1980) là giải vô địch bóng đá châu Âu lần thứ sáu do UEFA tổ chức 4 năm một lần. Vòng chung kết diễn ra tại Ý từ ngày 11 đến ngày 22 tháng 6 năm 1980. Đây là giải vô địch châu Âu đầu tiên có 8 đội ở vòng chung kết và là giải đấu cuối cùng có trận play-off tranh hạng ba. Đội tuyển Tây Đức giành chức vô địch châu Âu thứ hai của mình sau khi đánh bại Bỉ 2–1 ở trận chung kết.

## Các sân vận động
| RomaMilanoNapoliTorino | Roma                   | Milano                 |
| ---------------------- | ---------------------- | ---------------------- |
| RomaMilanoNapoliTorino | Sân vận động Olimpico  | San Siro               |
| RomaMilanoNapoliTorino | Sức chứa: 66.341       | Sức chứa: 83.141       |
| RomaMilanoNapoliTorino |                        |                        |
| RomaMilanoNapoliTorino | Napoli                 | Torino                 |
| RomaMilanoNapoliTorino | Sân vận động San Paolo | Sân vận động Thành phố |
| RomaMilanoNapoliTorino | Sức chứa: 81.101       | Sức chứa: 71.180       |
| RomaMilanoNapoliTorino |                        |                        |

## Các đội tham dự

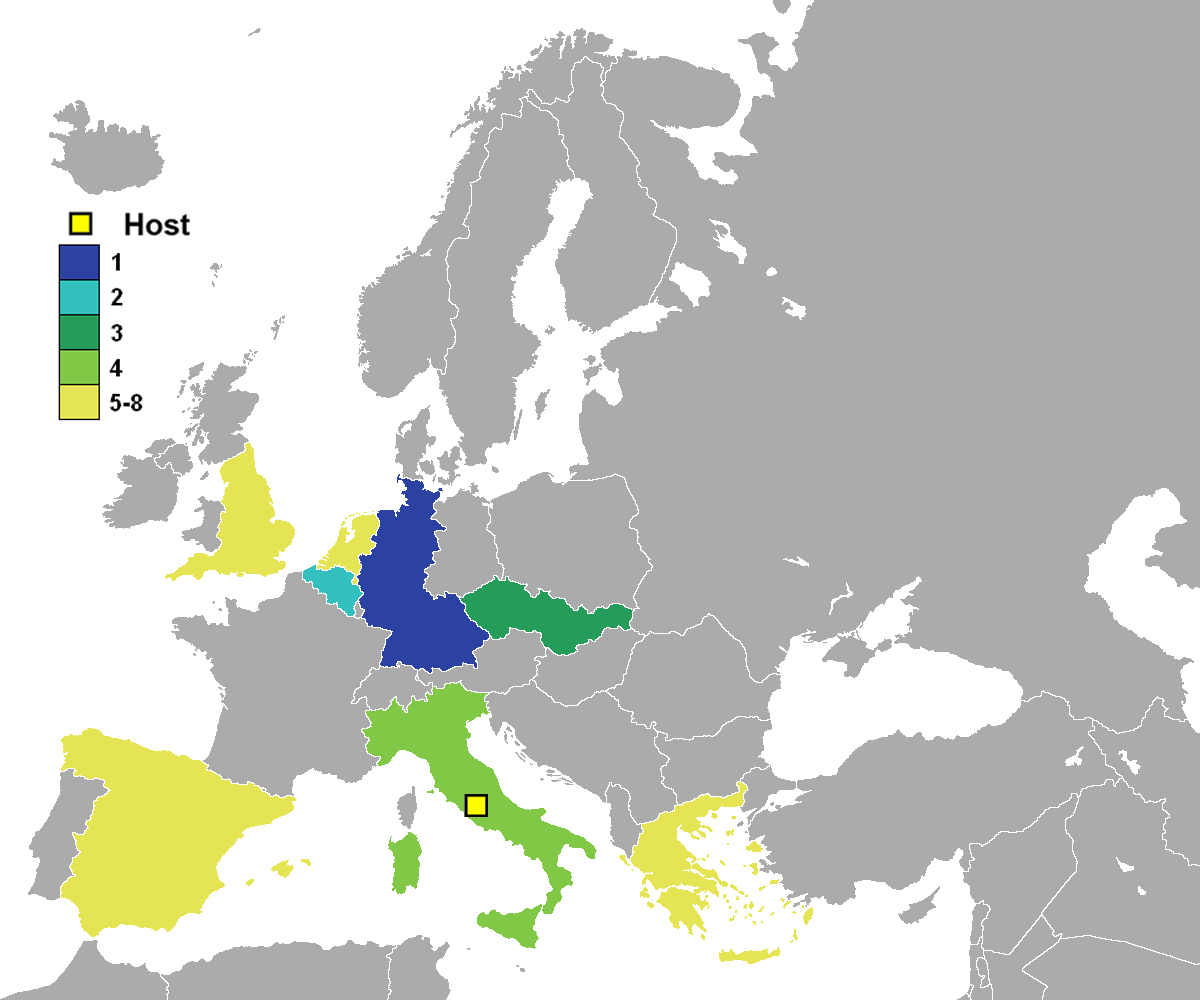
Các quốc gia lọt vào vòng chung kết Euro 1980

Các quốc gia tham dự vòng chung kết lần này gồm:
| Đội tuyển   | Các lần tham dự trước |
| ----------- | --------------------- |
| Bỉ          | 1 (1972)              |
| Tây Đức     | 2 (1972, 1976)        |
| Tiệp Khắc   | 2 (1960, 1976)        |
| Anh         | 1 (1968)              |
| Hy Lạp      | Lần đầu               |
| Ý           | 1 (1968)              |
| Hà Lan      | 1 (1976)              |
| Tây Ban Nha | 1 (1964)              |

## Trọng tài
| Áo - Erich Linemayr Đông Đức - Adolf Prokop Anh - Patrick Partridge Pháp - Robert Wurtz Hungary - Károly Palotai Ý - Alberto Michelotti | Hà Lan - Charles Corver Bồ Đào Nha - Antonio Garrido Romania - Nicolae Rainea Scotland - Brian McGinlay Thổ Nhĩ Kỳ - Hilmi Ok Tây Đức - Heinz Aldinger |

## Vòng chung kết

### Vòng đấu bảng

#### Bảng A
| Đội       | Pld | W | D | L | GF | GA | GD | Điểm |
| --------- | --- | - | - | - | -- | -- | -- | ---- |
| Tây Đức   | 3   | 2 | 1 | 0 | 4  | 2  | +2 | 5    |
| Tiệp Khắc | 3   | 1 | 1 | 1 | 4  | 3  | +1 | 3    |
| Hà Lan    | 3   | 1 | 1 | 1 | 4  | 4  | 0  | 3    |
| Hy Lạp    | 3   | 0 | 1 | 2 | 1  | 4  | −3 | 1    |

| Tiệp Khắc | 0–1      | Tây Đức        |
| --------- | -------- | -------------- |
|           | Chi tiết | Rummenigge 57' |

| Hà Lan           | 1–0      | Hy Lạp |
| ---------------- | -------- | ------ |
| Kist 65' (ph.đ.) | Chi tiết |        |

| Tây Đức            | 3–2      | Hà Lan                               |
| ------------------ | -------- | ------------------------------------ |
| Allofs 20' 60' 65' | Chi tiết | Rep 79' (ph.đ.) · van de Kerkhof 85' |

| Hy Lạp           | 1–3      | Tiệp Khắc                           |
| ---------------- | -------- | ----------------------------------- |
| Anastopoulos 14' | Chi tiết | Panenka 6' · Vizek 26' · Nehoda 63' |

| Hà Lan   | 1–1      | Tiệp Khắc  |
| -------- | -------- | ---------- |
| Kist 59' | Chi tiết | Nehoda 16' |

| Hy Lạp | 0–0      | Tây Đức |
| ------ | -------- | ------- |
|        | Chi tiết |         |

#### Bảng B
| Đội         | Pld | W | D | L | GF | GA | GD | Điểm |
| ----------- | --- | - | - | - | -- | -- | -- | ---- |
| Bỉ          | 3   | 1 | 2 | 0 | 3  | 2  | +1 | 4    |
| Ý           | 3   | 1 | 2 | 0 | 1  | 0  | +1 | 4    |
| Anh         | 3   | 1 | 1 | 1 | 3  | 3  | 0  | 3    |
| Tây Ban Nha | 3   | 0 | 1 | 2 | 2  | 4  | −2 | 1    |

| Bỉ            | 1–1      | Anh         |
| ------------- | -------- | ----------- |
| Ceulemans 29' | Chi tiết | Wilkins 26' |

| Tây Ban Nha | 0–0      | Ý |
| ----------- | -------- | - |
|             | Chi tiết |   |

| Bỉ                     | 2–1      | Tây Ban Nha |
| ---------------------- | -------- | ----------- |
| Gerets 17' · Cools 65' | Chi tiết | Quini 36'   |

| Anh | 0–1      | Ý            |
| --- | -------- | ------------ |
|     | Chi tiết | Tardelli 79' |

| Tây Ban Nha      | 1–2      | Anh                         |
| ---------------- | -------- | --------------------------- |
| Dani 48' (ph.đ.) | Chi tiết | Brooking 19' · Woodcock 61' |

| Ý | 0–0      | Bỉ |
| - | -------- | -- |
|   | Chi tiết |    |

### Tranh hạng ba
| Tiệp Khắc                                                                       | 1–1      | Ý                                                                                          |
| ------------------------------------------------------------------------------- | -------- | ------------------------------------------------------------------------------------------ |
| Jurkemik 54'                                                                    | Chi tiết | Graziani 73'                                                                               |
| Loạt sút luân lưu                                                               |          |                                                                                            |
| Masný · Nehoda · Ondruš · Jurkemik · Panenka · Gögh · Gajdůšek · Kozák · Barmoš | 9 – 8    | Causio · Altobelli · Baresi · Cabrini · Benetti · Graziani · Scirea · Tardelli · Collovati |

### Chung kết
| Bỉ                       | 1–2      | Tây Đức          |
| ------------------------ | -------- | ---------------- |
| Vandereycken 75' (ph.đ.) | Chi tiết | Hrubesch 10' 88' |

## Cầu thủ ghi bàn
| 3 bàn - Klaus Allofs 2 bàn - Zdenek Nehoda - Horst Hrubesch - Kees Kist 1 bàn - Jan Ceulemans - Julien Cools - Eric Gerets - René Vandereycken - Ladislav Jurkemik - Antonín Panenka - Ladislav Vízek | 1 bàn (tiếp) - Trevor Brooking - Ray Wilkins - Tony Woodcock - Karl-Heinz Rummenigge - Nikos Anastopoulos - Francesco Graziani - Marco Tardelli - Johnny Rep - Willy van de Kerkhof - Dani - Quini |

## Đội hình tiêu biểuLưu trữngày 22 tháng 1 năm 2009 tạiWayback Machine
| Thủ môn   | Hậu vệ                                            | Tiền vệ                                                                     | Tiền đạo                             |
| --------- | ------------------------------------------------- | --------------------------------------------------------------------------- | ------------------------------------ |
| Dino Zoff | Claudio Gentile Gaetano Scirea Karl-Heinz Förster | Hans-Peter Briegel Marco Tardelli Jan Ceulemans Bernd Schuster Hansi Müller | Karl-Heinz Rummenigge Horst Hrubesch |

## Bảng xếp hạng giải đấu
| R                   | Đội         | G | Pld | W | D | L | GF | GA | GD | Pts |
| ------------------- | ----------- | - | --- | - | - | - | -- | -- | -- | --- |
| 1                   | Tây Đức     | B | 4   | 3 | 1 | 0 | 6  | 3  | +3 | 7   |
| 2                   | Bỉ          | A | 4   | 1 | 2 | 1 | 4  | 4  | 0  | 4   |
| 3                   | Tiệp Khắc   | B | 4   | 1 | 2 | 1 | 5  | 4  | +1 | 4   |
| 4                   | Ý           | A | 4   | 1 | 3 | 0 | 2  | 1  | +1 | 5   |
| Bị loại ở vòng bảng |             |   |     |   |   |   |    |    |    |     |
| 5                   | Hà Lan      | B | 3   | 1 | 1 | 1 | 4  | 2  | +2 | 3   |
| 6                   | Anh         | A | 3   | 1 | 1 | 1 | 3  | 3  | 0  | 3   |
| 7                   | Tây Ban Nha | A | 3   | 0 | 1 | 2 | 2  | 4  | −2 | 1   |
| 8                   | Hy Lạp      | B | 3   | 0 | 1 | 2 | 1  | 4  | −3 | 1   |